# 马迪朗
马迪朗（法語：Madiran，法語發音：[madiʁɑ̃] ⓘ）是法国上比利牛斯省的一个市镇，位于该省北部，属于塔布区。

## 地理
马迪朗（43°33'5"N, 0°3'34"W）面积15.02 平方千米，位于法国奧克西塔尼大區上比利牛斯省，该省份为法国西南部内陆省份，北至热尔省，西接大西洋比利牛斯省，南与西班牙接壤，东临上加龙省。
与马迪朗接壤的市镇（或旧市镇、城区）包括：圣拉纳、阿罗塞斯、贝特拉克、克鲁塞耶、卡斯泰尔诺里维埃巴斯、埃尔、苏布勒科斯。
马迪朗的时区为UTC+01:00、UTC+02:00（夏令时）。

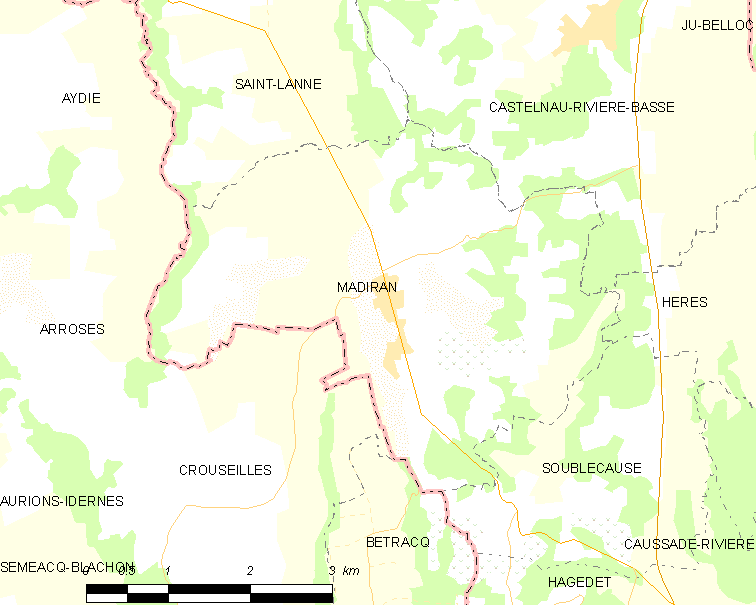
马迪朗的OSM定位图

## 行政
马迪朗的邮政编码为65700，INSEE市镇编码为65296。

## 政治
马迪朗所属的省级选区为阿杜尔河谷-吕斯唐-马迪拉奈县。

## 人口

1962-2008年间马迪朗人口变化图示

马迪朗于2022年1月1日时的人口数量为424人。